# Simitli Point
Der Simitli Point (englisch; bulgarisch нос Симитли nos Simitli) ist eine felsige Landspitze an der Nordküste von Rugged Island im Archipel der Südlichen Shetlandinseln. Sie bildet die Ostseite der Einfahrt zur Timok Cove und liegt 0,4 km westsüdwestlich des Ivan Vladislav Point, 2,91 km ostsüdöstlich des Kap Sheffield, 1,16 km ostsüdöstlich des Chiprovtsi Point und 3,61 km südsüdwestlich des Start Point der benachbarten Livingston-Insel.
Britische Wissenschaftler kartierten sie 1968, spanische 1992 und bulgarische in den Jahren 2005 sowie 2009. Die bulgarische Kommission für Antarktische Geographische Namen benannte sie 2006 nach der Stadt Simitli im Südwesten Bulgariens.